# Xylocopa mendozana
Xylocopa mendozana là một loài Hymenoptera trong họ Apidae. Loài này được Enderlein mô tả khoa học năm 1913.